# Llista de peixos de l'illa Amsterdam

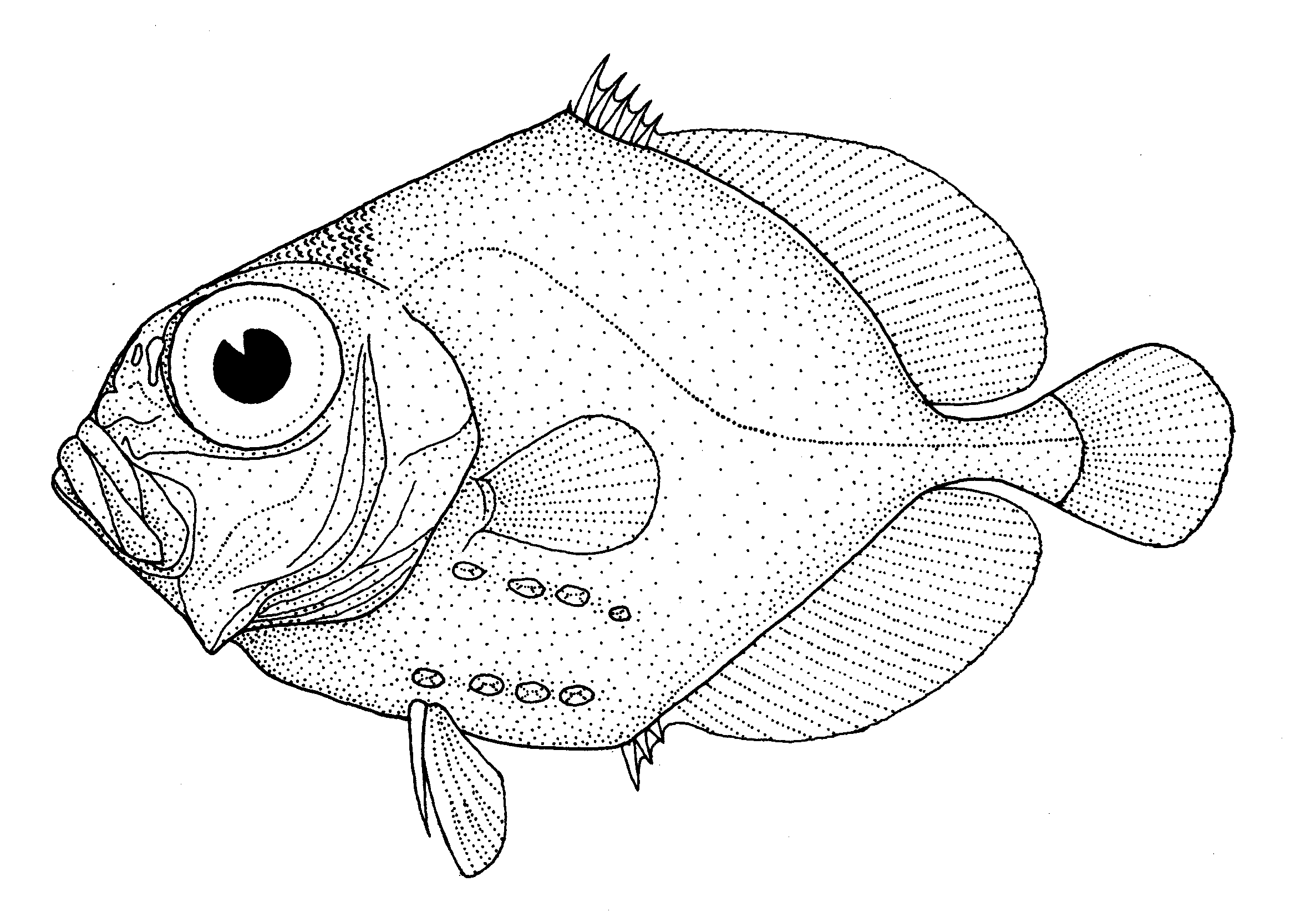
Allocyttus verrucosus

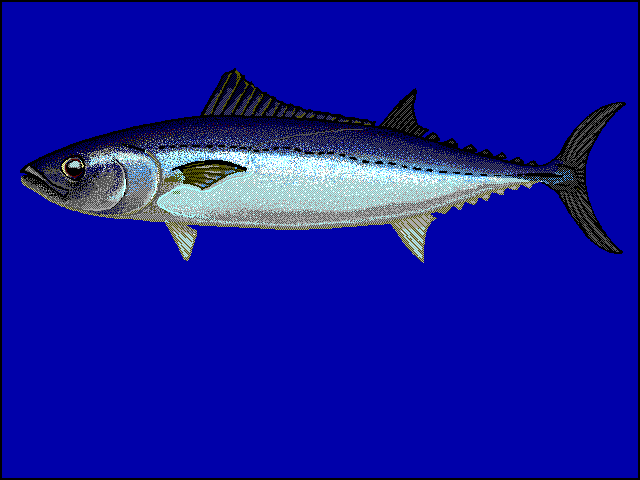
Allothunnus fallai

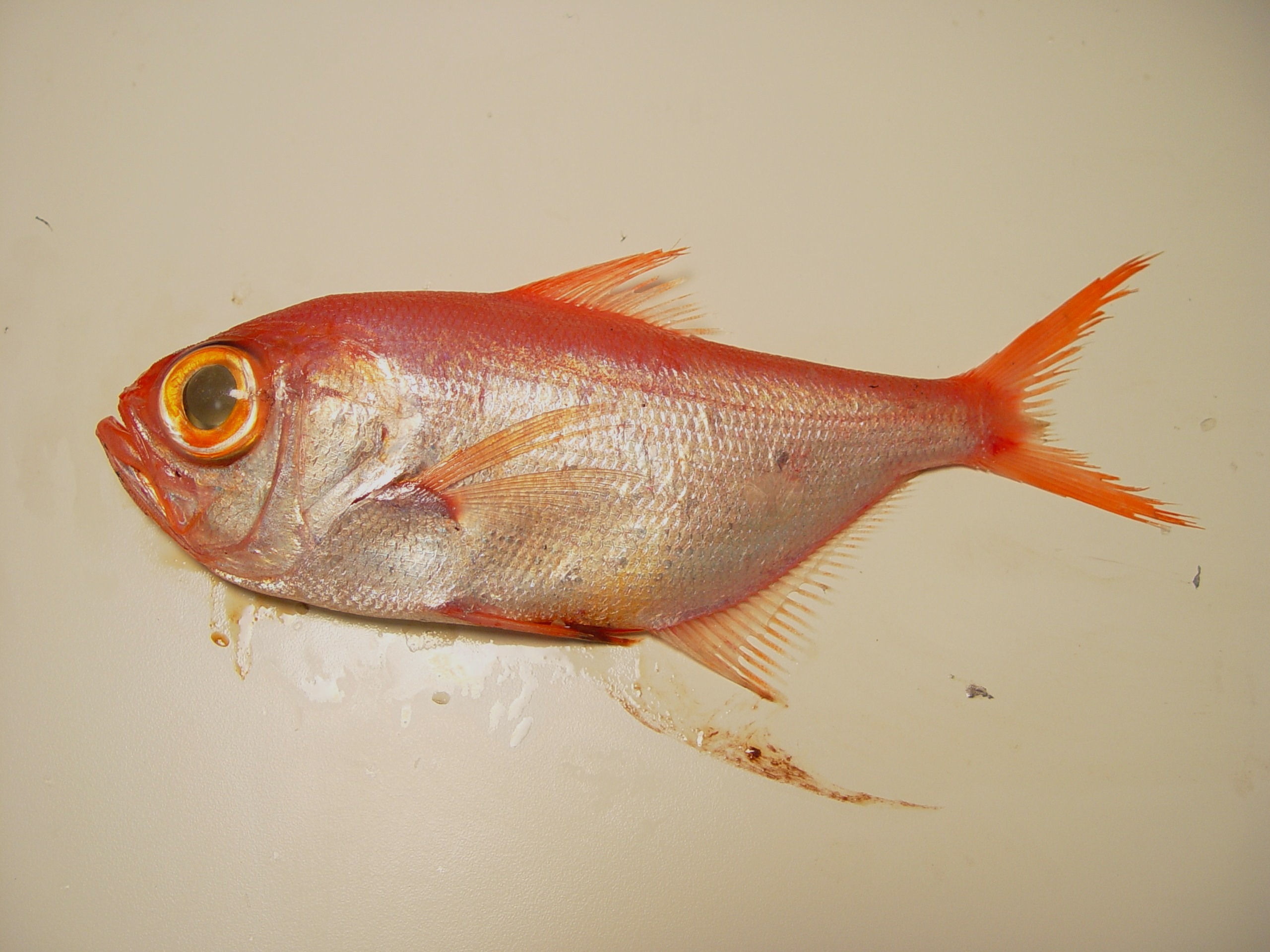
Beryx splendens

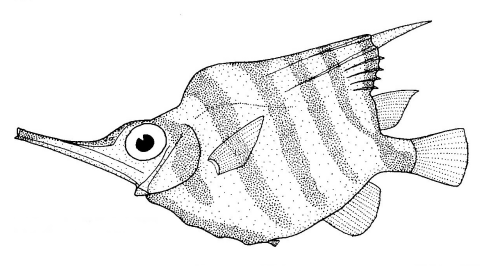
Centriscops humerosus

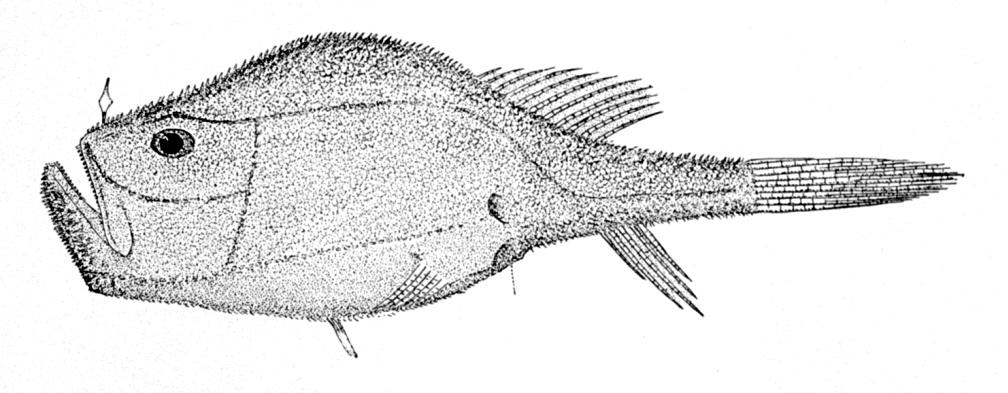
Chaunax pictus

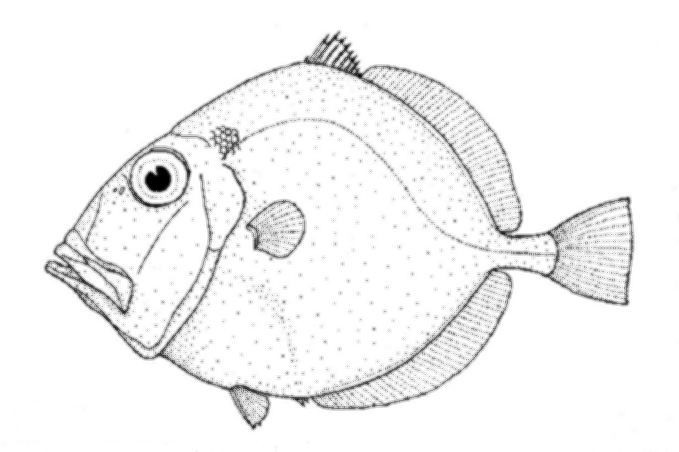
Cyttus traversi

Aquesta llista de peixos de l'illa Amsterdam -incompleta- inclou 39 espècies de peixos que es poden trobar a l'illa Amsterdam ordenades per l'ordre alfabètic de llur nom científic.

## A
- Allocyttus verrucosus
- Allothunnus fallai

## B
- Beryx splendens

## C
- Centriscops humerosus
- Chaunax pictus
- Cyttus traversi

## D
- Deania calcea
- Diretmichthys parini

## E
- Emmelichthys nitidus nitidus
- Epigonus robustus
- Etmopterus granulosus

## G
- Gaidropsarus insularum
- Gasterochisma melampus

## H
- Halosaurus pectoralis
- Helicolenus mouchezi
- Hoplostethus atlanticus
- Hoplostethus mediterraneus mediterraneus

## M
- Malacocephalus laevis
- Mendosoma lineatum
- Mesobius antipodum
- Mora moro

## N
- Nelabrichthys ornatus
- Nemadactylus macropterus
- Nemadactylus monodactylus
- Neocyttus rhomboidalis
- Neomerinthe bauchotae[1]
- Notopogon armatus

## O
- Odontomacrurus murrayi
- Oreosoma atlanticum

## P
- Plagiogeneion rubiginosum
- Pleuroscopus pseudodorsalis

## S
- Schedophilus maculatus
- Schedophilus velaini
- Seriola lalandi
- Serranus novemcinctus

## T
- Thunnus maccoyii
- Thyrsites atun
- Trachurus longimanus
- Tripterophycis gilchristi[2]